# Il diamante azzurro
Il diamante azzurro è un film muto italiano del 1916 diretto da Giuseppe Pinto